# Jeżewo (powiat sierpecki)
Jeżewo – wieś w Polsce położona w województwie mazowieckim, w powiecie sierpeckim, w gminie Zawidz. Ma status sołectwa. Leży nad rzeką Sierpienicą, przy trasie numer 10 prowadzącej z Warszawy do Bydgoszczy.
W latach 1954–1972 wieś należała i była siedzibą władz gromady Jeżewo. W latach 1975–1998 miejscowość należała administracyjnie do województwa płockiego.
| SIMC    | Nazwa      | Rodzaj    |
| ------- | ---------- | --------- |
| 1056681 | Piaski     | część wsi |
| 0579595 | Poświętne  | część wsi |
| 0579603 | Schabajewo | część wsi |

## Historia
Pierwsze, legendarne wzmianki o Jeżewie pochodzą z 1410 r. z czasu marszu wojsk Korony na zakon krzyżacki. Podane było, że Władysław Jagiełło kazał napoić konie w stawie, który prawdopodobnie znajdował się w pobliżu dzisiejszego kościoła parafialnego. W XIX wieku we wsi znajdowała się szkoła i wiatrak. Wokół Jeżewa znajdowały się liczne pokłady torfu.
Urodził się tu Władysław Czermiński – oficer rezerwy Wojska Polskiego, porucznik Armii Krajowej, dowódca oddziału partyzanckiego na Wołyniu, z zawodu nauczyciel.

## Zabytki
Najcenniejszym zabytkiem wsi jest XVI wieczny, gotycki (później zbarokizowany) kościół parafialny pw. św. Bartłomieja, z ciekawym wyposażeniem wnętrza. Razem z cmentarzem parafialnym umożliwia funkcjonowanie parafii św. Bartłomieja.

## Edukacja i sport
We wsi funkcjonuje szkoła podstawowa posiadająca własną halę sportową i boisko do piłki ręcznej. Przy placówce działa klub trzeciej ligi kobiet tenisa stołowego i czwartej ligi mężczyzn. Jeżewo w tenisie stołowym jest zespołem liczącym się na Mazowszu a także w Polsce.